# Цугский вишнёвый торт

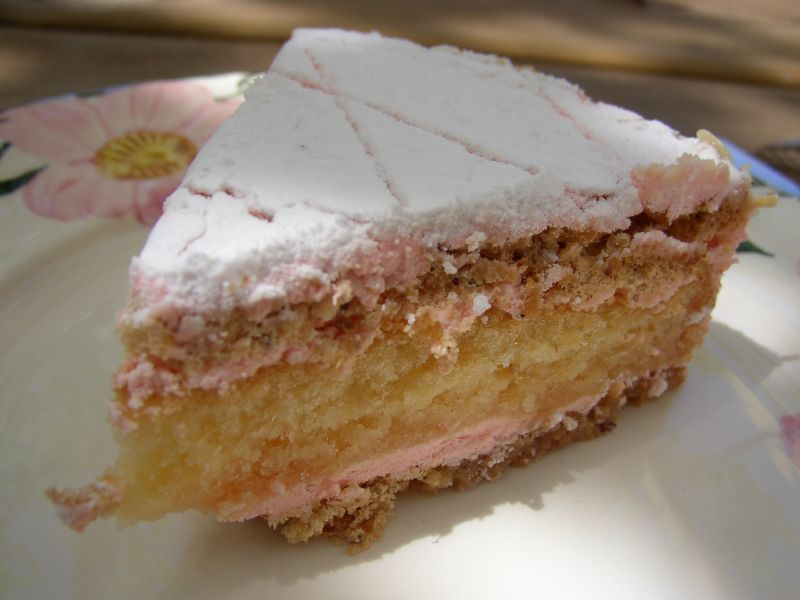
Порция «Цугского вишнёвого»

Цугский вишнёвый торт (нем. Zuger Kirschtorte [ˈt͜suːɡər ˈkɪrʃ.tɔrtə]) — известный швейцарский торт из слоев орехового безе, бисквита и масляного крема. В качестве ароматизатора используется киршвассер. Торт называется в честь места своего «рождения» — швейцарского города Цуг.

## История

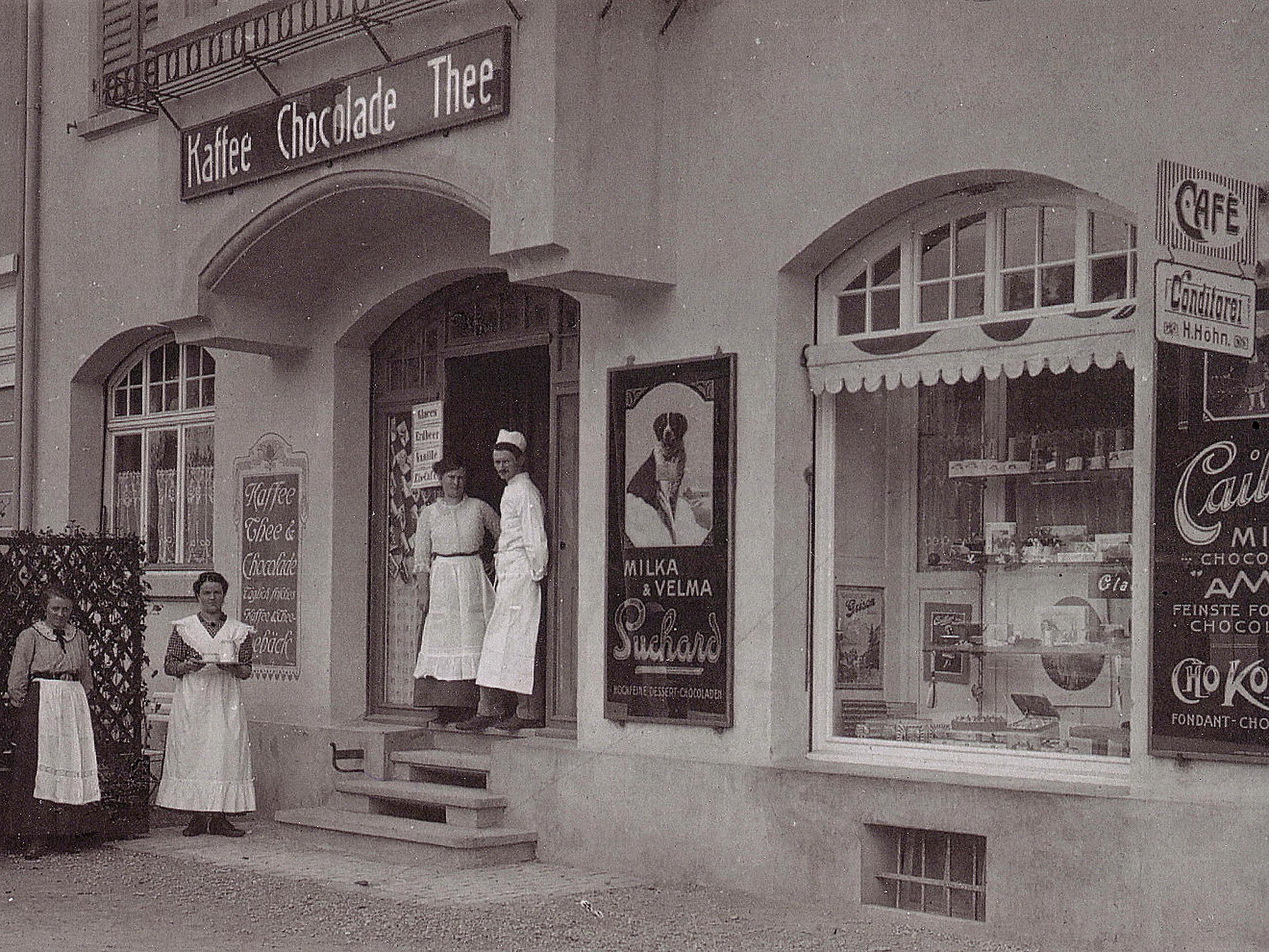
Генрих Хён у своей пекарни с сотрудниками в 1913 году.

Кондитер Генрих Хён придумал «Вишнёвый торт» в 1921 году. Два года спустя его изобретение завоевало золотую медаль на выставке в Люцерне, а в 1928 и в 1930 годах стало призёром международных выставок в Лондоне. Хён и его ученик Жак Трайхлер в год производили до 100 000 «вишнёвых тортов». В кондитерской Трайхлера торт производится и по сей день.
Название десерта не запатентовано — различные его вариации можно встретить и в других кондитерских региона.